# Церковь Рождества Иоанна Предтечи на Бору
Церковь Рождества Иоанна Предтечи на Бору (под Бором, у Боровицких ворот, известная также, как церковь святого мученика Уара) — утраченный православный храм в Московском Кремле, древнейшая по времени основания церковь Москвы.

## История
Деревянная церковь известна с XII века. В начале XIV века при митрополите Петре церковь стала соборной. В то время она находилась на митрополичьем дворе, располагавшемся на вершине Боровицкого холма.
Каменная церковь на месте деревянной построена в 1461 году. Обрушилась при пожаре в 1493 году, отстроена заново Алевизом Новым в 1508 году. Около 1583 года придел церкви был переосвящён в честь мученика Уара (после рождения царевича Дмитрия, чьё прямое имя было Уар). В ряде источников под этим названием упоминается и вся церковь.

Храм пострадал при пожаре в 1737 году, после чего был восстановлен архитектором Иваном Мичуриным. Сохранившиеся изображения церкви свидетельствуют и о многочисленных других перестройках, последняя из которых производилась после 1812 года.
Церковь была снесена в 1847 году по личному повелению Николая I в связи с ветхостью, а также с тем, что старинное здание не гармонировало с панорамой только что отстроенного Большого Кремлёвского дворца. Придел святого Уара перенесён в Архангельский собор, а сам храм Рождества Иоанна Предтечи — в Боровицкую башню Кремля, где просуществовал до Октябрьской революции.

## Архитектура
Длина церкви и трапезной была 8 сажень, поперёк 2 сажени. В алтаре и трапезной было 4 окна по 2 аршина высотою и шириной 1.5 аршина. Пол церкви и трапезной был деревянный косящатый, имелись муравленные печи в алтаре и трапезной.

## Галерея
- Церковь Иоанна Предтечи, Боровицкая башня и Конюшенный приказ. Рисунок Ф. Я. Алексеева, 1800-е годы
- Фрагмент раскрашенной фотографии Н. П. Леребура, 1842 год
- Рисунок Кремля с видом на церковь 1830-х годов
- Церковь Рождества Иоанна Предтечи на бору перед сносом в 1847 г.